# خربق كريه الرائحة
الخَربَق كريه الرائحة أو خربق نجس أو رجل العنقاء أو خربق نتن نوع نباتي يتبع جنس الخَربَق من الفصيلة الحوذانية.

## الموئل والانتشار
موطن هذا النوع أوروبا حيث ينتشر من إنكلترا والبرتغال إلى ألمانيا وإيطاليا.

## الوصف النباتي
النبات عشبي معمر ارتفاعه من 80-100 سم.